# Rudolf Gmür (Rechtswissenschaftler)
Rudolf Gmür (* 28. Juli 1913 in Bern; † 23. März 2002 ebenda) war ein Schweizer Jurist und Rechtshistoriker. Er lehrte Rechtsgeschichte und Bürgerliches Recht an der Universität Münster.

## Leben
Rudolf Gmür stammte aus einer alten St. Galler Familie, seine Vorfahren waren bis ins 18. Jahrhundert Ammänner des Stifts Schänis. Er wuchs als Sohn des Rechtswissenschaftlers Max Gmür in Bern auf; sein älterer Bruder war der Journalist Harry Gmür. Er studierte Rechtswissenschaft in Bern, Zürich und Jena, sowie Politikwissenschaft in Paris. Nach bestandener Fürsprecherprüfung 1940 nahm er eine anwaltliche Tätigkeit auf, wirkte aber auch als Kammerschreiber am Obergericht Bern. Ab 1944 war er zusätzlich Assistent an der Universität Bern, wo er 1948 mit einer Arbeit über das Fischereirecht promoviert wurde. Ebendort habilitierte er sich 1954 über den Zehnt. Anschliessend war er Privatdozent und lehrte u. a. in Bern, Marburg an der Lahn, Tübingen und München. 1957 wurde er als Nachfolger von Karl Michaelis an die Westfälische Wilhelms-Universität Münster berufen. Hier lehrte er bis zu seiner Emeritierung 1978. Sein Nachfolger war Heinz Holzhauer.
Er war von 1958 bis 1980 Mitglied der Historischen Kommission für Westfalen.

## Werk
Gmür widmete sich neben der Rechtsvergleichung zwischen dem deutschen und schweizerischen Zivilrecht vor allem der Rechtsgeschichte. So gab er ab 1965 einen Grundriss der deutschen Rechtsgeschichte in mehreren Auflagen heraus, der seit 2000 von Andreas Roth fortgeführt wird. Als bedeutend gilt das von ihm in den rechtstheoretischen Diskurs eingeführte Rechtswirkungsdenken. Unter diesem Stichwort hat Gmür Fragen erörtert, die sich um Formerfordernisse und Wirksamkeit von Rechtsgeschäften drehen.
Er war Doktorvater u. a. von Andreas Roth, Gerhard Otte und Werner Schubert.

## Werke (Auswahl)
- Die Abgrenzung des Fischereiregals von den privaten Fischenzen im Kanton Bern. 1949.
- Der Zehnt im alten Bern. 1954.
- Das Schweizer Zivilgesetzbuch verglichen mit dem deutschen Bürgerlichen Gesetzbuch. 1965.
- Grundriss der deutschen Rechtsgeschichte. 1965.
- Rechtswirkungsdenken in der Privatrechtsgeschichte. 1981.